# 小行星4251
小行星4251（英語：4251 Kavasch）是一颗围绕太阳公转的小行星。1985年5月11日，卡羅琳·舒梅克在帕洛马山发现了此天体。
这颗小行星的绝对星等为132.45527等。